# Grabowo-Zawady
Grabowo-Zawady – wieś w Polsce położona w województwie mazowieckim, w powiecie przasnyskim, w gminie Krzynowłoga Mała.